# Cologno al Serio
Cologno al Serio (lombardul: Cològn söl Sère) település Olaszországban, Lombardia régióban, Bergamo megyében. Lakosainak száma 11 066 fő (2023. január 1.). Cologno al Serio Brignano Gera d’Adda, Pagazzano, Urgnano, Ghisalba, Morengo, Martinengo és Spirano községekkel határos.

## Népesség
A település lakossága az elmúlt években az alábbi módon változott:
| Lakosok száma | 11 133 | 11 180 | 11 066 |
|               | 2017   | 2018   | 2023   |